# Caso André do Rap
André de Oliveira Macedo, conhecido como "André do Rap", é um importante líder do Primeiro Comando da Capital (PCC), a soltura do traficante ocorreu em outubro de 2020, por decisão do ministro do Supremo Tribunal Federal (STF), Marco Aurélio Mello.
A soltura de André do Rap ocorreu devido a uma decisão judicial controversa. Ele estava preso por tráfico de drogas e outros crimes, mas conseguiu obter um habeas corpus junto ao STF. A justificativa para a sua libertação estava relacionada a uma interpretação de uma nova lei que determinava que a prisão preventiva de um réu deveria ser revisada a cada 90 dias, e a defesa alegou que essa revisão não estava ocorrendo regularmente em seu caso.
Após ser solto, André do Rap desapareceu e se tornou um fugitivo da justiça. Sua soltura causou uma grande polêmica no país, pois ele é considerado um dos principais líderes do tráfico de drogas no país. As autoridades brasileiras subsequentemente emitiram um mandado de prisão para sua recaptura. A soltura de André do Rap levantou questões sobre a interpretação da lei e a necessidade de reformas no sistema de justiça criminal do Brasil.